# Centromerus silvicola
Centromerus silvicola là một loài nhện trong họ Linyphiidae.
Loài này thuộc chi Centromerus. Centromerus silvicola được Wladislaus Kulczynski miêu tả năm 1887.